# Le Combat final
Pour plus de détails, voir Fiche technique et Distribution.
Le Combat final (Back in the Day) est un film américain réalisé par Paul Borghese, sorti en 2016.

## Synopsis
Anthony Rodriguez, un jeune homme venant de perdre sa mère et dont le père est un alcoolique, est initié à la boxe par un chef de la mafia.

## Fiche technique
- Réalisation : Paul Borghese
- Scénario : William DeMeo
- Pays d'origine :  États-Unis
- Langue originale : anglais
- Genre : drame
- Durée : 121 minutes
- Dates de sortie : 
  -  États-Unis : 20 mai 2016
  -  Québec : 28 mars 2017 (en VOD)[1]
  -  France : 27 septembre 2017 (en VOD)

## Distribution
- William DeMeo (en) (VF : Olivier Valiente) : Anthony Rodriguez
- Alec Baldwin (VF : Olivier Peissel) : Gino Fratelli
- Michael Madsen (VF : Éric Bonicatto) : Enzo DeVino
- Danny Glover (VF : Georges Pawloff) : Eddie « Rocks » Travor
- Shannen Doherty (VF : Caroline Lemaire) : Maria
- Annabella Sciorra (VF : Magali Mestre) : Mary
- Joseph D'Onofrio (VF : Julien Chettle) : Matty
- Manny Perez (VF : Michel Barrio) : José
- Paul Borghese (VF : Philippe Mijon) : Sal Sapienza
- Cristian DeMeo (VF : Axel Pech) : Anthony Rodriguez (jeune)
- Ronnie Marm (VF : Michaël Cermeno) : Dominick
- Lillo Brancato : Nicky
- Mike Tyson : Mike
- Louis Lombardi (VF : Christian Renault) : Jerry Velvontie